# Nikolaus Wilhelm Goddaeus
Nikolaus Wilhelm Goddaeus (auch Goddäus; * 21. März 1646 in Marburg; † 2. April 1719 in Kassel) war ein landgräflich-hessischer Jurist, Verwaltungsbeamter und Kanzler der landgräflichen Regierung.

## Herkunft
Nikolaus Wilhelm war Sohn des landgräflichen Regierungsrats Johannes Goddaeus (1601–1657) und dessen Frau Catharina Sixtinus († 1698), einer Tochter des Geheimen Rats und späteren Rentkammerpräsidenten Nicolaus Sixtinus (1585–1669). Sein Großvater väterlicherseits war der Professor der Rechte und ehemalige Rektor der Philipps-Universität in Marburg, Johannes Goddaeus (1555–1632). Großvater mütterlicherseits war der Jurist, Professor und Geheime Rat Regner Sixtinus (1543–1617).

## Leben
Nikolaus Wilhelm Goddaeus studierte ab 1660 Rechtswissenschaft in Marburg und unternahm nach Abschluss seines Studiums eine ausgedehnte Bildungsreise nach Holland, Frankreich, der Schweiz und Wien. Dann trat er in landgräfliche Dienste. Bereits 1677 war er Hessen-Kasseler Rat. Im Jahre 1680 war er Kanzleirat in Hersfeld, wurde aber schon kurz darauf als Legationsrat nach Wien versetzt. 1682 war er Regierungsrat und Vorsteher der Hessen-Kasseler Komitialgesandtschaft beim Immerwährenden Reichstag in Regensburg, zeitweise auch gleichzeitig Komitialgesandter für Hessen-Darmstadt. Im Jahre 1689 wurde er zum Wirklichen Geheimen Rat ernannt. Von 1695 bis zu seinem Tod im Jahre 1719 war er Kanzler und Staatsminister und führte die auswärtige Korrespondenz der landgräflichen Regierung.

## Ehen und Nachkommen
Er war dreimal verheiratet: in erster Ehe 1678 mit Elisabeth Badenhausen (1656–1681), Tochter des Hessen-Kasseler Kanzlers und Komitialgesandten Regner Badenhausen (1610–1686), Das Paar hatte eine Tochter:
- Catharina Elisabeth (1681–1684)

In zweiter Ehe heiratete er 1685 Margarethe Motz († 1705), eine Tochter des Obristen, Kriegsrats und Kasseler Stadtkommandanten Johann Christian Motz (1604–1683). Das Paar hatte folgende Kinder:
- Regner (1686–1687)
- Nikolaus Wilhelm (1688–1728), Regierungsrat in Kassel ⚭ Auguste Marie Sabine Goddaeus (1693–1752), Eltern von Christoph Ludwig Goddäus
- Catharina Margaretha (1688–1690)
- Johann Christian (1690–1723)
- Justin Eckhard (1691–1693)
- Johann Friedrich (1692–1772), Vize-Kanzler in Kassel ⚭ 1729 Katharina Christine Dehn-Rothfelser (um 1705–1782)
- Catharina (1694–1701)
- Margarethe Elisabeth (1695–1719)
- Carl (1697–1727), Leutnant ⚭ 1722 Louise Philippine Gräbe (1704–1768)
- Juliane Christine (1698–1699)
- Sabine Elisabeth (1699–1702)
- Sabine Adelheid (1702–1784)
- Friedrich (1704–1735)

Schließlich heiratete er am 30. Juni 1707 Amalie Elisabeth d’Orville, verw. Rumpel (1676–1752), Tochter des Rats und Komitialgesandten Johann Joachim d’Orville († 1706), mit der er folgende Kinder hatte: 
- Maria Amalie (* 24. Februar 1710; † 19. Juni 1784) ⚭ 1727 Christian Heinrich Motz (1687–1751), Hessen-Kasseler Geheimer Rat und Vize-Kanzler, Eltern von Friedrich von Motz
- Heinrich (1711–1768), Major der Infanterie ⚭ Dorothea Elisabeth Ewald (* um 1715)
- Sabine Elisabeth (* 8. November 1712; † 7. Februar 1714)
- Marie Elisabeth (* 16. März 1714; † 27. März 1717)
- Christoph Ludwig (* 21. Mai 1715; † 19. März 1717)
- Johann Reinhard (* 8. März 1718; † 13. April 1767)
- Johann Heinrich († Januar 1768)